# Mirosternus pallidicornis
Mirosternus pallidicornis là một loài bọ cánh cứng thuộc họ Ptinidae.